# Tungutindar
Tungutindar är en bergstopp i republiken Island. Den ligger i regionen Austurland, 300 km öster om huvudstaden Reykjavík. Toppen på Tungutindar är 1 161 meter över havet, eller 80 meter över den omgivande terrängen. Bredden vid basen är 1,2 km.
Trakten runt Tungutindar är nära nog obefolkad, med mindre än två invånare per kvadratkilometer. Det finns inga samhällen i närheten. Trakten runt Tungutindar består i huvudsak av gräsmarker.